# 李現瞋
李現瞋（1985年3月5日—），韓國男演員。另傳漢字寫作李現填，其他常見譯名為李玄鎮、李賢鎮、李賢振。2007年出演MBC情景喜剧《泡菜奶酪微笑》而被大众所熟悉，逐渐走红。

## 演出作品

### 電視劇
- 2007年：MBC《泡菜奶酪微笑》飾演
- 2008年：SBS《家門的榮光》飾演 鄭鉉圭
- 2009年：MBC《寶石拌飯》飾演 宮珊瑚
- 2010年：KBS《風吹好日子》飾演 張民國
- 2011年：MBC《你為我著迷》飾演 玄奇英
- 2012年：TV朝鮮《求婚大作戰》飾演 權振遠
- 2013年：SBS《黃金帝國》飾演 崔成宰
- 2013年：SBS《欲戴王冠，必承其重－繼承者們》飾演 李寶娜的哥哥（特別出演）
- 2016年：tvN《又，吳海英》飾演 第一集中與平凡吳海英相親的男人（特別出演）
- 2016年：SBS《倒數第二次戀愛》飾演 張恩浩
- 2017年：SBS《悄悄話》飾演 朴賢秀
- 2017年：TV朝鮮《在你背上扣球》飾演 李現瞋
- 2018年：JTBC《Sky Castle》飾演 趙泰俊
- 2020年：MBC《一起吃晚餐嗎？》飾演 姜健宇
- 2021年：TVING《酒鬼都市女人們》飾演 智勇（特別出演）
- 2022年：KBS《現在很美麗》飾演 朴俊亨（特別出演）
- 2022年：KBS《黃金面具》飾演 姜東河

### 電影
- 2008年：《男得遇見你（朝鲜语：소년, 소년을 만나다）》飾演 阿石
- 2011年：《偶像先生（朝鲜语：Mr. 아이돌）》飾演 金智勳（特別出演）
- 2011年：《我的見鬼女友》飾演 基佑
- 2012年：《胖嘟嘟的革命（朝鲜语：통통한 혁명）》飾演 姜道京

### MV
- 2008年：TGUS《跟著心的指揮》（與張鈞甯）
- 2008年：TGUS《I Believe In》（與張鈞甯、孫昊永、尹智敏）
- 2009年：Zia《如果那樣的話》
- 2009年：Zia《好像要爆炸》
- 2009年：Zia《愛情末端》
- 2010年：J-Hwan《螢火蟲》
- 2011年：許閣《Hello》（與龍俊亨、姜素拉）
- 2011年：許閣《除了想死的話》（與龍俊亨、姜素拉）

## 外部鏈接
- 李現瞋的Instagram帳戶
- 李現瞋在NAVER上的资料
- 李現瞋在韩国电影数据库（KMDb）上的資料（韓語）
- 李現瞋 （页面存档备份，存于） - playdb人物資料